# Пеньков, Александр Данилович
Князь Александр Данилович Пеньков (убит в 1506) — воевода во времена правления Василия III Ивановича.
Из княжеского рода Пеньковы. Старший сын боярина и князя Даниила Александровича по прозванию «Пенко». Имел братьев, бояр и князей: Василия и Ивана Даниловичей.

## Биография
Впервые упоминается в межевой грамоте 1504 года: «А Саблею рекою вверх до речки до Вятцкаго: на правой стороне реки Сабли луга и лес Волшинской волости и Кистемское княж-Олександровы княж Данилова сына Пенкова Переславского уезда».
В апреле 1506 года послан к Казани вторым воеводой Передового полка плавной рати. В этом же году погиб под Казанью.
По родословной росписи показан бездетным.